# Velereč
Velereč (en serbe cyrillique : Велереч) est un village de Serbie situé dans la municipalité de Gornji Milanovac, district de Moravica. Au recensement de 2011, il comptait 704 habitants.
Velereč est situé entre Gornji Milanovac et Majdan, non loin de la route européenne E760.

## Démographie

### Évolution historique de la population
| 1948 | 1953 | 1961 | 1971 | 1981 | 1991 | 2002 | 2011 |
| ---- | ---- | ---- | ---- | ---- | ---- | ---- | ---- |
| 905  | 888  | 868  | 687  | 481  | 565  | 599  | 704  |

|  |